# Загряжский, Иван Иевлевич
Иван Иевлевич Загряжский (ум. 1662) — голова, воевода и дворянин московский во времена правления Михаила Фёдоровича и Алексея Михайловича.
Из дворянского рода Загряжских. Единственный сын воеводы Иева Игнатьевича Загряжского.

## Биография
Дворянин московский (1628—1662). Полковой воевода: в Юрьевце (1622), Брянске (1624), Волуйках (1628), Арзамасе (1640—1641), Одоеве (1642). На воеводстве в Одоеве у Ивана Иевлевича произошёл конфликт в городовыми малоярославскими дворянами, который перерос в местническое дело.
В 1647—1649 гг. 2-й воевода Вязьме, сначала при князе Иване Андреевиче Хилкове, а затем при князе Матвее Васильевиче Прозоровском.
Второй воевода в Смоленске: с 24 мая по 13 ноября 1655 года и с 20 июня 1656 года по 15 марта 1659 года; воеводами там были последовательно: боярин князь Иван Никитич Хованский, боярин Василий Борисович Шереметев и окольничий князь Пётр Алексеевич Долгоруков.
Исполнял дворцовые службы в Москве в 1636 и 1646 году дневал и ночевал несколько раз на государевом дворе; в 1639 году присутствовал при встрече кизильбашского посла за Яузой.
В 1649 году состоял одним из голов у дворян на выезде при встрече в Москве литовских послов.
В 1649—1653 гг. сопровождал царя Алексея Михайловича и царицу Марию Ильинишну в их загородных поездках.
Осадный воевода в Чернигове (май 1660—1662).
Скончался на воеводстве в Чернигове 24 февраля 1662 года. По родословной росписи показан бездетным.